# Selegas
Selegas (en sard, Sèlegas) és un municipi italià, dins de la província de Sardenya del Sud. L'any 2007 tenia 1.523 habitants. Es troba a la regió de Trexenta. Limita amb els municipis de Gesico, Guamaggiore, Ortacesus, Senorbì i Suelli.

## Administració
| Període | Identitat            | Partit        |
| ------- | -------------------- | ------------- |
| 2006-   | Franco Sergio Pisano | Llista cívica |